# 王新清
王新清（1962年12月—），男，河南新野人，中国法学家，法学博士，教授（2001年6月）、博士生导师（2002年6月），主要研究领域：刑事诉讼法学、律师学、刑法学，享受国务院政府特殊津贴。曾任中国青年政治学院党委副书记、常务副校长。现任中国社会科学院大学（中国社会科学院研究生院）党委副书记、副校长、研究生院院长。

## 生平
1983年10月加入中国共产党。1985年毕业于中国人民大学法学专业，1988年取得中国人民大学法律系诉讼法学硕士，后留校在法律系任教。1997年12月，任中国人民大学党委组织部部长（1995年9月到2001年1月人大法学院在职刑法学专业博士研究生）；2002年1月，任中国人民大学党委副书记。
2007年7月，任中国青年政治学院党委副书记、副院长（正局级）；2017年9月，任中国社会科学院大学副校长、党委常务副书记。

## 头衔
- 教育部高等学校法学类专业教学指导委员会委员
- 中国刑事诉讼法学研究会常务理事